# Jovan Adepo
Jovan Adepo (Upper Heyford, 6 september 1988) is een Brits-Amerikaans acteur.

## Biografie
Jovan Adepo werd in 1988 geboren in Upper Heyford (Oxfordshire). Zijn moeder is een Brits-Nigeriaanse die van Londen afkomstig is, zijn vader is een Afro-Amerikaan die van Chattanooga (Tennessee) afkomstig is. Zijn grootvader langs moederszijde, Patrick Fatai Adepo, was een raadgever van Nigeriaans president Olusegun Obasanjo. Op tweejarige leeftijd verhuisde hij met zijn familie naar de Verenigde Staten, waar hij opgroeide in Waldorf (Maryland).
Adepo studeerde aan Thomas Stone High School en behaalde vervolgens een bachelor in politieke wetenschappen en filosofie aan Bowie State University in Maryland. In 2011 verhuisde hij naar Los Angeles om er als schrijver aan de slag te gaan.

## Carrière
In Los Angeles begon Adepo met acteren in reclamespots en televisieproducties om een extra inkomen te verwerven. Hij volgde ook diverse acteeropleidingen, waaronder een opleiding aan de Actors Studio. Via zijn kerkgemeenschap in Maryland kwam hij in contact met actrice Viola Davis.
In 2016 maakte Adepo aan de zijde van Davis en Denzel Washington zijn filmdebuut in de toneelstukverfilming Fences. In dezelfde periode vertolkte hij ook een terugkerende rol in de dramaserie The Leftovers. 
In de periode 2018–2019 brak hij door met hoofdrollen in de series Sorry for Your Loss, Jack Ryan en de Netflix-miniserie When They See Us van regisseuse Ava DuVernay. Daarnaast vertolkte hij ook de superheld Hooded Justice in de HBO-serie Watchmen. Voor die vertolking ontving hij een Emmy-nominatie.
In 2020 speelde Adepo een hoofdrol in de miniserie The Stand, een verfilming van Stephen Kings gelijknamige roman.

## Filmografie

### Film
- Fences (2016)
- Mother! (2017)
- Overlord (2018)
- The Planters (2019) (stem)
- The Violent Heart (2020)
- To Catch a Killer (2023)

### Televisie
- Blood Relatives (2014)
- The Leftovers (2015–2017)
- NCIS: Los Angeles (2016)
- Sorry for Your Loss (2018–2019)
- Jack Ryan (2019)
- Live in Front of a Studio Audience (2019)
- When They See Us (2019)
- Watchmen (2019)
- The Stand (2020)
- 3 Body Problem (2024)

## Prijzen en nominaties
| Film / Serie    | Prijs      | Categorie                                      | Uitslag     |
| --------------- | ---------- | ---------------------------------------------- | ----------- |
| Fences (2016)   | SAG Award  | Beste cast (film)                              | Genomineerd |
| Watchmen (2019) | Emmy Award | Beste acteur in een bijrol (miniserie/tv-film) | Genomineerd |